# Rui Andrade
Rui Alexandre Gonçalves de Andrade (Amarante, 1 de janeiro de 1984) é um ator e cantor português.

## Biografia
É natural de Amarante mas vive em Lisboa, desde 2009. Foi aluno do ISEP - Instituto Superior de Engenharia do Porto.
Aos 8 anos, iniciou os estudos musicais tendo revelado uma forte vocação para a área musical. A partir dos 11 anos teve formação musical e órgão, no Instituto Musical de Amarante. Desde 1998 a 2005, tem formação musical e canto, dirigido por João Merino e José Corvelo na Escola de Música Ritmo e, por fim, em 2011, aposta nas aulas de canto com Pedro Teles, na Escola Maiorff e aulas particulares dirigidas pela Lúcia Lemos.

## Trajetória artística

### Cantor
Concorre pela primeira vez aos programas de televisão, em 2003, no programa: “Nasci p´ra Música” mas seria nos “Idolos – 1ª edição”, da SIC, que começou a ser notado. Neste programa inscreveram-se 9000 concorrentes, mas Rui Andrade, foi vencendo sucessivamente as fases de apuramento até conseguindo ficar no 11º lugar na classificação daquela edição. Também, em 2005, participou no programa Portugal a Cantar, da RTP.
Em 2006 é o grande vencedor do concurso de novos talentos da TVI, "Canta com a Rita Guerra", no programa “Você na TV”, cujo “prémio” consistia no privilégio em cantar um tema com a conceituada cantora portuguesa Rita Guerra. Rui Andrade, em Março, canta com Rita Guerra no Coliseu dos Recreios.
Como ator na série Morangos com Açúcar e pertencendo ao elenco principal, teve oportunidade de cantar dois temas no CD/DVD "Edição especial Morangos com Açúcar - Escola de Talentos" vol. II, numa compilação de vários artistas: "Leva-me à descoberta" e "Last night a DJ saved my life". O álbum foi Disco de Ouro, ficando em 1º lugar no Top Nacional de Compilações. Teve ainda oportunidade de as cantar no concerto dedicado a essa série.
Em 2013, criou a sua própria versão da canção "O amor é maior que a vida", em versão estúdio, canção concorrente ao Festival RTP da Canção de 2012. Esta canção tem a letra de Marisa Liz e música de Tiago Pais Dias, ambos elementos dos Amor Electro.

#### Participação no Festival da Canção
Decide apostar no mais antigo concurso da televisão portuguesa, o Festival RTP da Canção onde o respectivo vencedor representa Portugal no concurso internacional, Festival da Eurovisão-
A primeira vez ocorre em 2011, no XLVII Festival RTP da Canção, interpretando a canção "Em nome do amor", com letra de Carlos Meireles e música de Artur Guimarães. A seleção foi feita através de 400 originais, é apurada para a semifinal e fica em 10º lugar com 13656 votos, conseguindo assim ser selecionada para a final. Na grande final cantou em 4º lugar, obteve 105 pontos na votação do júri nacional e 10 no televoto, fica em 3º lugar. Fica à frente de vários cantores bastante conhecidos no meio musical como Axel, Wanda Stuart e Henrique Feist. Esta canção era considerada como potencial vencedora e o cantor era conhecido como “Senhor do Mar”, numa clara analogia à canção Senhora do Mar, concorrente e vencedora do Festival RTP da Canção de 2008, interpretada pela Vânia Fernandes.
Em 2012, é feita uma audição, entre 400 candidatos, para apurar 12 cantores para concorrer ao XLVIII Festival RTP da Canção de 2012. Rui Andrade é um dos escolhidos e interpreta a canção "Amor a preto e branco", com letra e música de Miguel Majer e Inês Vaz. É a canção nº 11, na ordem do desfile, e obtém 119 votos do júri nacional e 7 no televoto. Volta a consagrar-se em 3º lugar.

##### Relacionamento no meio eurovisivo
Aliado ao sucesso eurovisivo, foi convidado para atuar no Eurovision Party 2011 - Live concert, em Setúbal, onde interpretou, com grande sucesso, um medley com as canções a concurso do Festival da Eurovisão. Este evento, conta com a participação de anteriores cantores que concorreram ao Festival da Eurovisão, e é bastante conhecido internacionalmente. Volta a pisar o placo no ano seguinte, no Eurovision Live Concert 2012, em Setúbal, onde continua a cantar alguns sucessos do festival da eurovisão.
Também em 2012, recebe o convite de participar no vídeo promocional da canção que representaria Espanha, no Festival da Eurovisão de 2012, com a cantora Pastora Soler.
Recentemente,Ruslana, cantora ucraniana, que venceu o Festival da Eurovisão em 2004, no  Antwerp Pride 2013, gravou um vídeo a dar apoio ao cantor Rui Andrade, incentivando a ser o futuro representante português no Festival da Eurovisão de 2014.

#### Programas de televisão
O sucesso da interpretação da canção "Em nome do amor", no Festival RTP de 2011, não passou despercebido ao canal de televisão concorrente tendo sido convidado especial para o programa Uma Canção para Ti, emitido pela TVI, que, juntamente com os concorrentes Ana Ferreira e Pedro Ferreira, voltou a interpretá-la.
Fez uma atuação especial no programa "A Tua Cara não me é Estranha - da 2ª edição", na 6ª Gala, emitida a 13 de Maio de 2012, imitando o cantor Eduardo Nascimento com o tema "O Vento Mudou", onde recebeu elogios do júri. Isto contribuiu para que fosse um dos concorrentes convidados na edição especial do programa A Tua Cara Não Me É Estranha, em que fez duetos com a cantora Dora. Na votação final do concurso fica num honroso 3º lugar. Em fevereiro de 2013, volta a ter uma aparição especial, na 3ª edição do programa A Tua Cara não me é Estranha, emissão de 24 de março de 2013, onde, juntamente com a Paula Teixeira, imita George Michael e Mary J. Blige com o tema "As".

#### Outras atividades
Em 12 de março de 2013, foi convidado e homenageado, no programa "Você na TV", da TVI, "As canções da vida de Rui Andrade", onde interpretou alguns temas que fizeram parte da sua vida e foi relembrado o percurso profissional.
Foi atração especial do Dinner Show, com Rui Andrade, em junho de 2013: "Só eu… e nós…", que teve como convidada especial a cantora Dora e como pianista Miguel Teixeira.

##### Internacional
A nível internacional, representa Portugal no Festival Internacional de Música George Grigoriu 2013, em Brăila, na Roménia, com a canção que tinha concorrido ao Festival RTP de 2012, "Amor a preto e branco" mas também cantou em romeno a "Ia-ti mireasa ziua buna", canção tradicional daquele país.
Teve a honra de ganhar o Prémio Municipal da Cidade de Brăila.

### Ator

#### Teatro
Fez parte do elenco dos musicais de grande sucesso, em Portugal, da produção de Filipe La Féria: "Jesus Cristo Superstar", "O Principezinho", "Música no Coração", "Um Violino no Telhado "Uma Noite em Casa de Amália", "Piaf", cujo nome surge em cartaz principal.
Em 2006, foi o ator protagonista, como cabeça de cartaz, da peça "José e o Deslumbrante Manto de Mil Cores", no Coliseu do Porto e no Teatro Gil Vicente, interpretando o José, personagem principal. Esta peça retrata a passagem biblica do José, filho preferido de Jacob, apesar de não ser o seu primogénito.
Em "West Side Story - Amor sem barreiras", foi ator principal, no papel de Tony e Rif e fez as honras na antestreia. Era reversado com o ator Ricardo Soler. Foi convidado pelo produtor da peça Filipe La Féria, devido ao sucesso que fez na peça Um Violino no Telhado.
Foi um dos atores protagonistas do concerto "Morangos com Açúcar ao Vivo nos Coliseus", ao vivo no Coliseu de Lisboa 11 e 12 de Setembro de 2010 e no Coliseu do Porto 18 e 19, com o tema "Vive o Teu Talento" em que incluia os melhores momentos musicais da série Morangos com Açúcar.
Fez parte do elenco, como o militar, na peça de teatro Uma Noite em Casa de Amália: Esta peça retrata uma noite de inverno, em Dezembro de 1968, numa das tertúlias em que a cantora realizava em sua casa onde recebia intelectuais que eram contra o Estado Novo e, em especial, quando Vinicius de Moraes parte para Roma. De tal forma foi o sucesso que foram feitos diversos convites para ser apresentada no Brasil.
Rui Andrade e Vanessa Silva juntamente com o produtor Filipe La Féria, foram convidados do programa "Você na TV", emissão de 6 de Julho de 2012, fazendo a apresentação da peça de teatro.
Em junho de 2013 é cabeça de cartaz da peça de teatro Grande Revista à Portuguesa, da produção de Filipe La Féria, juntamente com Marina Mota, João Baião, Maria Vieira, Vanessa Silva, Nuno Guerreiro e Ricardo Castro. Esta peça era dos espetáculos mais aguardados do ano pois comemora os 100 anos do Teatro Politeama. Tal como é habitual, nos musicais de La Féria, faz parte do público muitos famosos portugueses e, desta vez, contou com a presença do antigo Presidente da República, Mário Soares

##### Critica
Critica à atuação do seu último trabalho:
- | “ | Rui Andrade canta como poucos da sua geração. Tem talento natural para estar em placo, e na "Grande Revista à Portuguesa" vai melhor do que nunca. Parabéns." | ” |
|   | — Revista TV MAIS. |   |

#### Televisão
Em televisão, começou por participar na série juvenil "Morangos com Açúcar - 7ª série" onde interpretou o papel de João Pedro Diniz, fazendo parte do elenco principal. Contracenou com a atriz Henriqueta Maia que tem o papel de Alda, a avó de João Pedro.
Foi ator protagonista juntamente com São José Correia, no telefilme da TVI "Até que a Vida nos Separe", no papel de Henrique. Este telefime conta a história de Raquel, uma mulher de 42 anos que se envolve com Henrique, um rapaz de 18 anos que é filho do chefe do seu marido. No entanto, gerou alguma polémica devido ao excesso de nudez principalmente da atriz São José Correia.
Também se destacou na telenovela da TVI, Doce Tentação, onde desempenhou o papel de Rúben.

#### Cinema
Fez parte do elenco do filme "O Grande Kilapy", filme abriu o Festival "CinemAfrica" de Estocolmo, com direção do prestigiado realizador angolano Zeze Gamboa.

### Direção vocal
Na 8ª edição dessa série, não participa como ator, mas faz parte da equipa de direção vocal onde tratava das canções, acompanhava os novos atores da série de modo a melhorarem as suas prestações vocais. E também II Gala de Prémios de Televisão da TV 7 Dias.
Dirige e lecciona aulas de canto, nos workshops produzidos pela produtora Plural Entertainment Portugal.
Pertenceu à Direcção Vocal da Gala TV 7 Dias, em  2012, e no Casino do Estoril, em Abril de 2013.

### Outras participações e atividades
Rui Andrade, escreveu, encenou e produziu o musical "Um convite de Natal", em Amarante, cidade onde nasceu.
Em 2010, foi o vencedor do Sexy Teen, do Jornal Correio da Manhã, com 41,79% na categoria masculina, onde se pretendia que os leitores escolhecem o mais sensual através de séries de televisão e de novelas.
Foi convidado para padrinho das Marchas Populares de Lisboa, em 2011 e 2012, integrando a Marcha de Marvila.
Em 2011, acompanha a madrinha, a cantora Vanessa Silva, participando com tema "O Fado Também Mora em Marvila"; em 2012, acompanha a madrinha, a cantora Diamantina Rodrigues, com o tema é: "Gentes do Mar, Gentes da Vila, No Coração de Marvila".

## Televisão
| Ano         | Projeto                             | Papel                    | Notas                                             | Canal |
| ----------- | ----------------------------------- | ------------------------ | ------------------------------------------------- | ----- |
| 2003        | Nasci P'ra Musica                   | Ele Próprio              | Concorrente                                       | RTP1  |
| 2003        | Ídolos (1.ª temporada)              | Ele Próprio              | Concorrente                                       | SIC   |
| 2010 - 2011 | Morangos com Açúcar (7.ª série)     | João Pedro Dinis         | Elenco Principal                                  | TVI   |
| 2010        | Você na TV!                         | Ele Próprio              | Cantor residente com Wanda Stuart e Telmo Miranda | TVI   |
| 2011        | Festival RTP da Canção 2011         | Ele Próprio              | Concorrente                                       | RTP1  |
| 2012        | Festival RTP da Canção 2012         | Ele Próprio              | Concorrente                                       | RTP1  |
| 2012        | Morangos com Açúcar: Concerto Final | João Pedro Dinis         | Elenco Principal                                  | TVI   |
| 2012        | Até que a Vida nos Separe           | Henrique Duarte e Silva  | Protagonista                                      | TVI   |
| 2012 - 2013 | Doce Tentação                       | Rúben Moreira            | Elenco Principal                                  | TVI   |
| 2015        | Água de Mar                         | Gil Antunes              | Elenco Adicional                                  | RTP1  |
| 2020        | Amar Demais                         | Personal Treinar de Raúl | Elenco Adicional                                  | TVI   |
| 2021        | All Together Now                    | Ele Próprio              | Jurado                                            | TVI   |

## Discografia

### CD
2010 - 2CD+DVD: Morangos Com Açúcar - Edição especial Morangos com Açúcar - Escola de Talentos, volume 2. Temas: "Leva-me à descoberta", "Last night a DJ saved my life" e "How much I feel"

### Versão estúdio
2013 - o Amor é maior que a vida

## Teatro
- 2003 - Amália, uma estranha forma de vida, como narrador
- 2006 - José e o Deslumbrante Manto de Mil Cores, como José (protagonista)
- 2007 - Jesus Cristo Superstar, como Tiago
- 2007 - O Principezinho, como Vaidoso
- 2007 - Música no Coração, como Rolf
- 2008 - Um Violino no Telhado, como Fyedka
- 2008 - West Side Story, Tony e Riff (protagonista)
- 2009 - Piaf, como Pierre e Theo Sarapo
- 2010 - Mamma Mia, como Sky
- 2010 - Um Violino no Telhado, como Fyedka
- 2010 - Morangos com Açúcar ao Vivo nos Coliseus, como João Pedro Dinis (um dos protagonistas)
- 2012 - Uma Noite em Casa de Amália, Militar
- 2013 - Grande Revista à Portuguesa (um dos protagonistas)